# Arrouy
L'Arrouy ou riou Arrouy ou le Luz est un ruisseau qui traverse le département des Hautes-Pyrénées et un affluent gauche de l'Arros dans le bassin versant de l'Adour.

## Hydronymie
Le cours d'eau porte le nom de Luz dans son cours inférieur entre Uzer et Argelès-Bagnères, avant sa confluence.

## Géographie
D'une longueur de 12,3 kilomètres, il prend sa source sur la commune de Gerde, à 400 mètres au sud-ouest du col des Palomières, à l'altitude de 880 mètres.
Il coule du sud-ouest vers le nord-est et se jette dans l'Arros à Bonnemazon, à 200 mètres de l'abbaye de l'Escaladieu, à l'altitude 304 mètres.

### Communes et département traversés
Dans le département des Hautes-Pyrénées, le riou Arrouy traverse sept communes et trois cantons : dans le sens amont vers aval : Gerde (source), Bagnères-de-Bigorre, Uzer, Argelès-Bagnères, Castillon, Cieutat et Bonnemazon (confluence).
Soit en termes de cantons, le riou Arrouy arrose le canton de la Haute-Bigorre et conflue dans le canton de la Vallée de la Barousse.

## Affluents
Le riou Arrouy a un affluent référencé :
- (D) ruisseau de Lies, 8,9 km, qui traverse Argelès-Bagnères, Asté, Bettes, Castillon, Lies et Uzer.

(D) rive droite.